# Шереметьевская, Наталья Сергеевна
Ната́лья Серге́евна Шереме́тьевская (также известная как графиня Брасова, княгиня Брасова и светлейшая княгиня Романовская-Брасова; 27 июня [9 июля] 1880, Перово (ныне — Москва) — 26 января 1952, Париж) — морганатическая супруга великого князя Михаила Александровича.

## Семья и первые замужества
Дочь московского присяжного поверенного Сергея Александровича Шереметьевского, работавшего у братьев Рябушинских, и Юлии Вячеславовны Свенцицкой.
В 1902 году вышла замуж за Сергея Ивановича Мамонтова (1877—1939, племянника Саввы Мамонтова), дирижёра и аккомпаниатора в Опере Мамонтова, а затем — и в Большом театре. В 1903 году родила дочь Наталью, которую в семье звали «Тата». Поняв, что муж для неё «социально скучен» и стремился к уединению, в 1905 году развелась и вышла замуж за знакомого ей с детства поручика Владимира Владимировича Вульферта (1879—1937), служившего в гвардейском полку «синих кирасир», лейб-эскадроном которого командовал великий князь Михаил Александрович, младший брат Николая II.

## Третий брак
Госпоже Вульферт было двадцать восемь лет, когда она встретила в Гатчинском офицерском собрании великого князя Михаила Александровича, в подчинении у которого находился по службе её муж. Положение жены поручика, хоть и гвардейского, также скучное, как и жены скромного музыканта, оно не выдерживало для очаровательной Натальи Сергеевны никакого сравнения с перспективой союза с великим князем царствующего дома Романовых.
Честный и порядочный, но вместе с тем жизнерадостный и обаятельный, склонный следовать «велению сердца» и щедрый на человеческие чувства (в юности он едва не женился тайным браком на фрейлине своей младшей сестры Ольги — Александре Коссиковской; по воспоминаниям великой княжны Ольги, тот неосторожный юношеский замысел был обнаружен и в последний момент расстроен их матерью, императрицей Марией Фёдоровной), князь Михаил не мог не заметить красоты и очарования Натальи Сергеевны, её нежного и неотступного внимания к нему, которое она не скрывала при каждой следующей встрече. Князь Михаил сильно увлекся женой своего подчинённого — восхитительной и опытной в чувствах женщиной, почти классической красавицей, рождённой покорять, но не удовлетворённой жизнью и «прозябающей» в незавидном статусе жены младшего офицера. Со своей стороны, Наталья Сергеевна искренне считала, что к ней в этот раз «пришла любовь с первого взгляда». Их связали искренние чувства, и с годами они только всё больше привязывались друг к другу. Летом 1909 года она с дочерью уехала в Швейцарию, разорвав с мужем отношения. В августе воссоединилась со специально приехавшим к ней Михаилом.
Поручик Вульферт, чтобы не допустить позорного для чести офицера скандала, был вынужден дать влюбленной в Михаила жене развод (подписал документы в обмен на 200 тысяч рублей), и великий князь стал упрашивать брата-царя разрешить их брак. Не только из-за недопустимо низкого происхождения «невесты», но и потому, что госпожа Вульферт была дважды разведена (оба раза — церковные венчанные браки, и оба раза — по её инициативе), царь категорически отказал. Согласно российскому законодательству, Михаил был вторым в линии престолонаследников: если бы серьёзно больной царевич Алексей Николаевич умер, Михаил получал реальные шансы занять трон. Однако, в случае женитьбы без согласия царя, он терял право взойти на него.
24 июля (6 августа) 1910 года Наталья родила сына, который был назван Георгием в честь умершего великого князя Георгия, брата Михаила.
В конце концов, великий князь Михаил проигнорировал запрет брата и тайно вступил с разведённой госпожой Вульферт в морганатический брак. Сочетание произошло в Вене 17 (30) октября 1912 года в сербской православной церкви Святого Саввы. В документах о венчании Н. С. Вульферт значилась «дворянкой Брасовой», по названию имения Брасово в Орловской губернии, принадлежавшего Михаилу. Эта фамилия была присвоена ей как морганатической супруге Михаила Романова (и также переходило к их детям).
Узнав о случившемся, Николай II написал их матери Марии Фёдоровне: 

Между мной и им сейчас всё кончено, потому что он нарушил своё слово. Сколько раз он сам мне говорил, не я его просил, а он сам давал слово, что на ней не женится. И я ему безгранично верил! Ему дела нет ни до Твоего горя, ни до нашего горя, ни до скандала, который это событие произведёт в России…
Однако при этом император главную вину возлагал не на брата, а на его супругу: 

Бедный Миша, очевидно, стал на время невменяемым, он думает и мыслит, как она прикажет, и спорить с ним совершенно напрасно… Это такая хитрая и злая бестия, что противно о ней говорить.
Михаил был уволен со всех должностей и постов, над всем его имуществом была установлена опека, ему было запрещено возвращаться в Россию, и супруги жили в арендованном замке Небуорт вблизи Лондона. По воспоминаниям Натальи Брасовой, время, проведённое в замке, стало «наисчастливейшим годом» её жизни. Супруги периодически путешествовали по Европе, посещая Францию и Италию, а также по Британии на подаренном мужем на день рождения в 1913 году автомобиле «Rolls-Royce».

## В годы Первой мировой войны

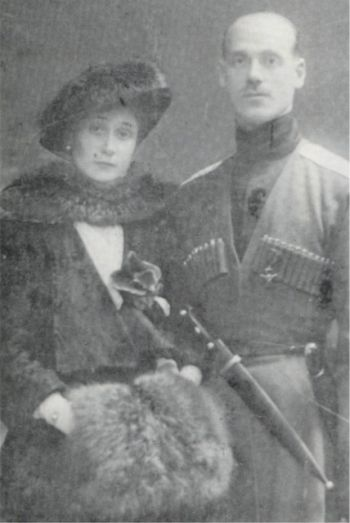
Командующий Кавказской туземной конной дивизией великий князь Михаил Александрович с женой

После начала Первой мировой войны Михаил Александрович запросил у Николая разрешение вернуться на родину и служить в армии. После положительного ответа он принял командование воевавшей в Галиции Кавказской туземной конной дивизией.
В особняке Михаила Александровича в Петрограде был устроен госпиталь на сто нижних чинов и двадцать пять офицеров. В их доме в Гатчине — госпиталь на тридцать нижних чинов. Наталья Сергеевна занималась обустройством этих госпиталей и снабжением их всеми необходимыми материалами, поиском и наймом медицинского персонала, а также содержала госпиталь в Киеве. Открытие подобных госпиталей и формирование санитарных поездов входило в обязанность представителей высшего света Российской империи в то время, и семья Михаила Александровича ни в чём не отставала в этом от царской семьи.
26 марта 1915 года сын Натальи и Михаила получил от императора титул графа Брасова и отчество Михайлович, Николай II признал Георгия племянником, но тот по-прежнему не имел прав на трон. 29 сентября 1915 года брак был признан, Наталья получила титул графини Брасовой.
в 1915 году двоюродный брат Михаила, великий князь Дмитрий Павлович, заявил, что влюблен в неё. Хотя Наталья была польщена, она отказала ему и рассказала о встрече мужу.

## Период революции
В марте 1917 года после того, как Николай II отрёкся от трона в его пользу, Михаил Александрович подписал акт о своём «временном» отказе воспринять верховную власть, передав вопрос о форме правления на рассмотрение Учредительного собрания. Михаил и его семья сначала жили в его гатчинском доме (ул. Николаевская, 24).
21 августа 1917 года Михаил был помещён под домашний арест, но вскоре освобождён. В дни корниловского мятежа семья с детьми была вывезена в Петроград и неделю содержалась под стражей. 7 марта 1918 года — вновь арестован, уже Гатчинским Советом, и по решению Совнаркома выслан в Пермь. Наталью Сергеевну он уговорил остаться в Гатчине. Она пыталась добиться возвращения супруга, ездила для этого в Москву, даже встречалась с Лениным и Свердловым, но безуспешно. В марте 1918 года ей удалось отправить сына в Данию под видом сына своей гувернантки — когда маленького Георгия согласилась принять семья датского монарха, датское посольство в Петрограде предоставило убежище ему и англичанке-гувернантке, служившей в доме Михаила Александровича. С помощью фальшивых документов гувернантка, уже как жена датского подданного, вместе с «сыном» была отправлена в Данию.
В апреле 1918 года Наталья отправилась к мужу в Пермь. Вернувшись в Петроград в июне 1918 года, она тут же стала собираться во вторую поездку к мужу, но, уже буквально перед отъездом получила из Перми телеграмму о его «исчезновении». При встрече с М. С. Урицким она обвинила его в убийстве «родного Миши», и её поместили в тюрьму по обвинению в участии в исчезновении мужа. Через 10 месяцев она симулировала сильную простуду, благодаря чему её перевели в тюремную больницу, откуда она бежала с помощью дочери. С фальшивым паспортом, переодевшись медсестрой Красного Креста, она добралась до Киева, находящегося под германской оккупацией. Затем через Одессу выехала из России вместе с дочерью в Константинополь.

## В эмиграции
Жила в Уодхерсте (Суссекс) в доме, арендованном матерью секретаря Михаила, Н. Н. Жонсона, а с 1926 года в Париже, продавая те драгоценности, которые смогла вывезти с собой из Советской России; под конец жизни уже в большой бедности. Сын Георгий (граф Брасов) погиб в возрасте 20 лет в автомобильной аварии 21 июля 1931 года в 150 км от Парижа, в Сансе. Дочь Наталья (Тата) против воли матери вышла замуж за небогатого англичанина (Вэла Гилгуда, будущего журналиста BBC) и разорвала отношения с матерью (развелась с ним в 1923 году, в 1929 году вышла замуж за Сесила Грея, композитора и музыкального критика, и родила дочь Паулину (1929 г.р.); после очередного развода её третьим мужем стал морской офицер Мишель Майолье, от которого у неё родилась вторая дочь – Александра (1934 г.р.).
В 1928 году император всероссийский в изгнании великий князь Кирилл Владимирович пожаловал ей титул княгини Брасовой, а 28 июля 1935 года — светлейшей княгини Романовской-Брасовой. В конце того же года, после смерти вдовствующей императрицы Марии Федоровны, граф Георгий Брасов получил в наследство крупную сумму денег.

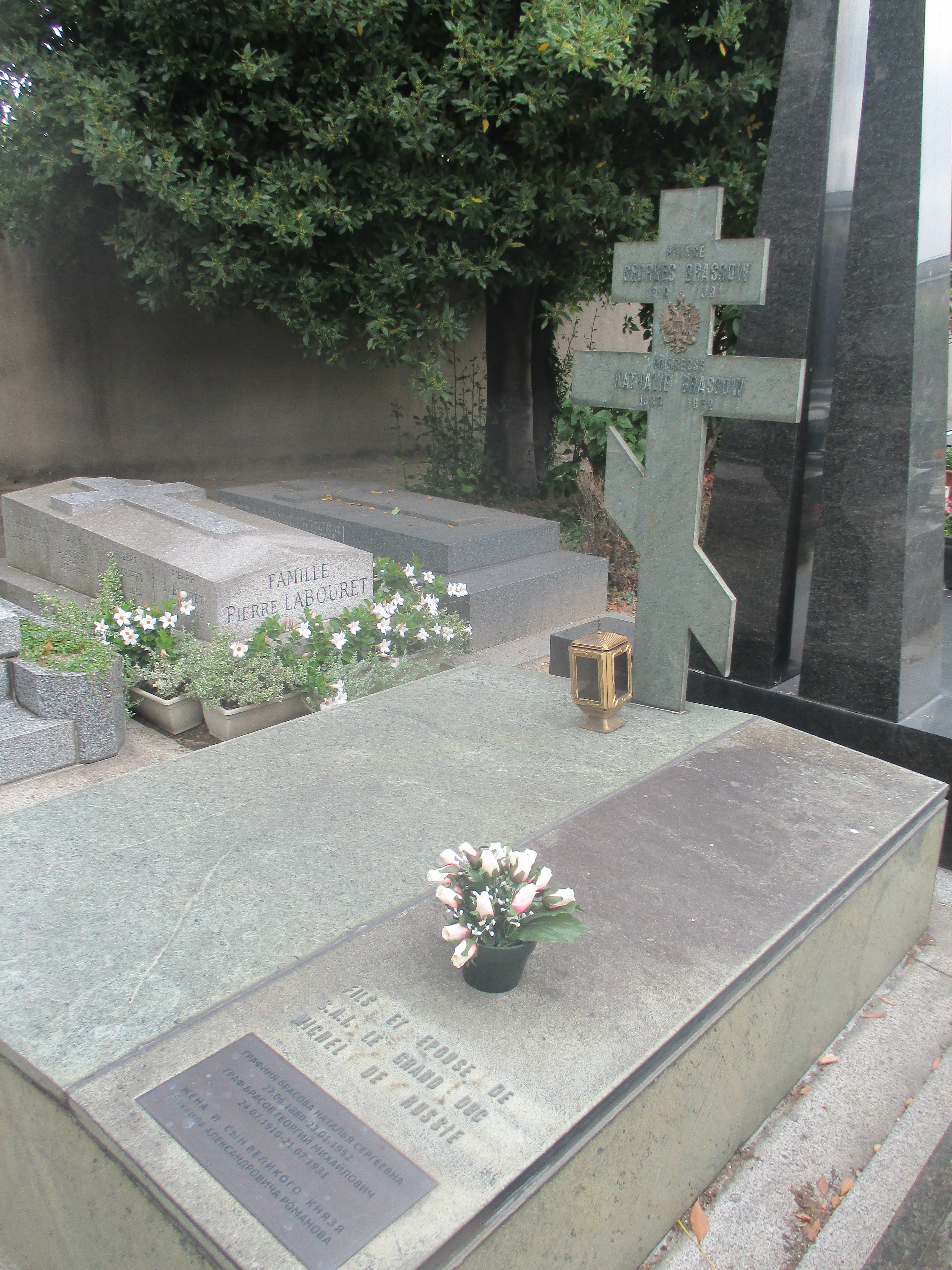
Надгробие

О судьбе мужа узнала только в 1934 году. В середине 1930-х начала и в 1937 году проиграла тяжбу с польским правительством по поводу имущества Михаила на территории Польши (дом и усадьба в Ченстохове). В 1938 году она получила небольшую выплату от немецких судов, когда имение царской семьи в Германии было разделено между всеми наследниками (гиперинфляция снизила его стоимость). Её попытка продать через аукцион «Сотбис» иностранные награды мужа вызвала скандал: англичане категорически возражали против этой продажи, утверждая, что награды, данные великому князю, принадлежали Британскому королевству, и поэтому просто их конфисковали. Время от времени ей пересылал мелкие суммы Феликс Юсупов, после 2-й мировой войны внучка (дочь Таты) слала ей 4 фунта в месяц от своего небольшого жалования. Фактически нищенствовала. В конце 1951 года оказалась бездомной, была помещена в больницу для бедных.
В эмигрантских кругах её недолюбливали из-за злого и острого языка и склонности к морализаторству, к тому же дворянские эмигранты никогда не считали графиню своей.
Умерла от рака груди в городской больнице Laennec в Париже 26 января 1952 года, похоронена на парижском кладбище Пасси вместе со своим сыном. На похороны деньги были собраны церковной общиной, на могиле был установлен деревянный крест без надгробия, которое было установлено только в конце 1960-х.

## Потомки
1. Брасов, Георгий Михайлович
2. Мамонтова, Наталья Сергеевна (Тата) (1903—1969). Была трижды замужем:
  1. Val Gielgud[англ.]. В 1921 году, в 18 лет, Тата вышла замуж против желания матери и в тайне от неё, за Вэла Генри Гилгуда, в будущем писателя, актёра, редактора и ведущего постановок на Би-би-си, брата знаменитого Джона Гилгуда. Но они развелись уже в 1923 году.
  2. Грей, Сесил. Позднее она была замужем за композитором и музыкальным критиком Сесилом Греем, они развелись в 1929 году.
    1. Полина Грей (Pauline Gray, Holdrup) — дочь (род. в 1929). Имела троих детей, умерла в 2013 году[6]. В 1976 году выпустила книгу «Grand Duke’s Woman» о любви своей бабушки и великого князя.

  3. Мишель Майолье (фр. Michael Majolier) — морской офицер.
    1. Александра (Alexandra Majolier) — дочь[7] (род. в 1934).